# Lepidolite
La lepidolite è la serie di minerali polylithionite-trilithionite. Precedentemente era il nome di una specie mineralogica a sé stante. Il nome deriva da due termini greci: lepidos e lythos, che significano rispettivamente: squama e pietra.

## Morfologia
La lepidolite si presenta in sfere fatte di scaglie cristalline e rari cristalli tabulari o in lamelle a contorno esagonale di colore bianco, rosa o lilla. Frequenti gli aggregati lamellari. In più la si trova 
in cristalli a "libro aperto", una delle sue forme più rare.
Tenera e leggera, perfettamente sfaldabile in lamelle flessibili ed elastiche, traslucide con lucentezza madreperlacea. Fonde facilmente, colorando la fiamma di cremisi per la presenza di litio, in un vetro opaco bianco. È insolubile agli acidi.

## Origine e giacitura
Si forma nelle pegmatiti litinifere e nelle geodi di alcuni greisen, associata a spodumene, ambligonite, tormalina e altri minerali.
Si rinviene in piccole lamine trasparenti a Coolgardie in Australia. In U.S.A. splendidi aggregati si sono formati a Pala in California, a Dixon in New Mexico, e a Middletown in Connecticut. In Russia è presente negli Urali. In Italia si sono trovati piccoli cristalli a San Piero in Campo dell’Isola d’Elba. In Europa si trova a Rozna in Moravia (Cechia) e a Uto in Svezia.

## Utilizzi
Nonostante la sua rarità questo minerale è la principale fonte di litio. Il fatto di contenere litio la fa associare con altri minerali di litio. Quelli associati alla tormalina sono rari ed hanno un valore commerciale molto alto.La si trova anche con lo spodumene. È un minerale industriale per l’estrazione del litio.